# Euroliga de la FIBA 1999-00
La cuadragésimo tercera edición de la Copa de Europa de Baloncesto, denominada desde tres años antes Euroliga de la FIBA, fue ganada por el conjunto griego del Panathinaikos, consiguiendo su segundo título, tras el logrado en 1996, derrotando en la final al Maccabi Elite, que jugaba su octava final. La Final Four se disputó en Salónica, Grecia.

## Primera ronda
|    | Equipo           | Par. | G | P | PF  | PC  | Dif. |
| -- | ---------------- | ---- | - | - | --- | --- | ---- |
| 1. | FC Barcelona     | 10   | 9 | 1 | 780 | 685 | +95  |
| 2. | CSKA Moscow      | 10   | 7 | 3 | 754 | 705 | +49  |
| 3. | Benetton Treviso | 10   | 6 | 4 | 700 | 675 | +25  |
| 4. | PAOK             | 10   | 5 | 5 | 730 | 680 | +50  |
| 5. | Cholet           | 10   | 2 | 8 | 640 | 711 | -71  |
| 6. | Crvena zvezda    | 10   | 1 | 9 | 636 | 784 | -148 |

|    | Equipo         | Par. | G | P | PF  | PC  | Dif. |
| -- | -------------- | ---- | - | - | --- | --- | ---- |
| 1. | Panathinaikos  | 10   | 9 | 1 | 802 | 690 | +112 |
| 2. | Union Olimpija | 10   | 5 | 5 | 776 | 791 | -15  |
| 3. | Real Madrid    | 10   | 5 | 5 | 714 | 743 | -29  |
| 4. | Alba Berlin    | 10   | 5 | 5 | 734 | 747 | -14  |
| 5. | Tofaş          | 10   | 4 | 6 | 715 | 738 | -23  |
| 6. | Žalgiris       | 10   | 2 | 8 | 719 | 751 | -32  |

|    | Equipo          | Par. | G | P | PF  | PC  | Dif. |
| -- | --------------- | ---- | - | - | --- | --- | ---- |
| 1. | ASVEL           | 10   | 8 | 2 | 711 | 645 | +66  |
| 2. | Olympiacos      | 10   | 6 | 4 | 668 | 627 | +41  |
| 3. | Maccabi Elite   | 10   | 6 | 4 | 773 | 714 | +59  |
| 4. | Ülker           | 10   | 5 | 5 | 756 | 770 | -14  |
| 5. | Varese Roosters | 10   | 3 | 7 | 715 | 762 | -47  |
| 6. | Pivovarna Laško | 10   | 2 | 8 | 712 | 817 | -105 |

|    | Equipo                 | Par. | G | P | PF  | PC  | Dif. |
| -- | ---------------------- | ---- | - | - | --- | --- | ---- |
| 1. | Efes Pilsen            | 10   | 6 | 4 | 707 | 678 | +29  |
| 2. | Cibona                 | 10   | 6 | 4 | 744 | 759 | -15  |
| 3. | Paf Wennington Bologna | 10   | 6 | 4 | 729 | 703 | +26  |
| 4. | Budućnost              | 10   | 5 | 5 | 760 | 746 | +14  |
| 5. | Caja San Fernando      | 10   | 5 | 5 | 699 | 689 | +10  |
| 6. | Pau-Orthez             | 10   | 2 | 8 | 686 | 750 | -64  |

## Segunda ronda
(Los marcadores y clasificaciones de la primera ronda se acumulaban en la segunda)
|  | Los cuatro primeros de cada grupo clasificaban para Playoff |

|    | Equipo           | Par. | G  | P  | PF   | PC   | Dif. |
| -- | ---------------- | ---- | -- | -- | ---- | ---- | ---- |
| 1. | FC Barcelona     | 16   | 12 | 4  | 1183 | 1091 | +92  |
| 2. | CSKA Moscow      | 16   | 9  | 7  | 1216 | 1182 | +34  |
| 3. | Benetton Treviso | 16   | 9  | 7  | 1156 | 1139 | +17  |
| 4. | Alba Berlin      | 16   | 9  | 7  | 1174 | 1186 | -12  |
| 5. | Tofaş            | 16   | 8  | 8  | 1193 | 1171 | +22  |
| 6. | Žalgiris         | 16   | 4  | 12 | 1148 | 1200 | -52  |

|    | Equipo         | Par. | G  | P  | PF   | PC   | Dif. |
| -- | -------------- | ---- | -- | -- | ---- | ---- | ---- |
| 1. | Panathinaikos  | 16   | 13 | 3  | 1246 | 1084 | +162 |
| 2. | Union Olimpija | 16   | 10 | 6  | 1201 | 1175 | +26  |
| 3. | Real Madrid    | 16   | 10 | 6  | 1227 | 1187 | +40  |
| 4. | PAOK           | 16   | 7  | 9  | 1140 | 1114 | +26  |
| 5. | Cholet         | 16   | 3  | 13 | 1054 | 1186 | -132 |
| 6. | Crvena zvezda  | 16   | 1  | 15 | 1034 | 1257 | -223 |

|    | Equipo            | Par. | G  | P  | PF   | PC   | Dif. |
| -- | ----------------- | ---- | -- | -- | ---- | ---- | ---- |
| 1. | Maccabi Elite     | 16   | 12 | 4  | 1182 | 1050 | +132 |
| 2. | ASVEL             | 16   | 11 | 5  | 1107 | 1056 | +51  |
| 3. | Olympiacos        | 16   | 10 | 6  | 1117 | 1045 | +72  |
| 4. | Budućnost         | 16   | 7  | 9  | 1164 | 1168 | -4   |
| 5. | Caja San Fernando | 16   | 6  | 10 | 1068 | 1107 | -39  |
| 6. | Pau-Orthez        | 16   | 4  | 12 | 1078 | 1164 | -86  |

|    | Equipo                 | Par. | G  | P  | PF   | PC   | Dif. |
| -- | ---------------------- | ---- | -- | -- | ---- | ---- | ---- |
| 1. | Efes Pilsen            | 16   | 11 | 5  | 1221 | 1142 | +79  |
| 2. | Paf Wennington Bologna | 16   | 10 | 6  | 1198 | 1145 | +53  |
| 3. | Cibona                 | 16   | 10 | 6  | 1201 | 1207 | -6   |
| 4. | Ülker                  | 16   | 8  | 8  | 1204 | 1235 | -31  |
| 5. | Varese Roosters        | 16   | 5  | 11 | 1186 | 1240 | -54  |
| 6. | Pivovarna Laško        | 16   | 2  | 14 | 1147 | 1314 | -167 |

## Top 16
| Equipo 1               | Agr. | Equipo 2         | Ida   | Vuelta | 3er partido |
| ---------------------- | ---- | ---------------- | ----- | ------ | ----------- |
| Union Olimpija         | 2–1  | Olympiacos       | 65–61 | 52–68  | 85–67       |
| FC Barcelona           | 2–1  | Ülker            | 78–73 | 60–63  | 86–65       |
| Paf Wennington Bologna | 2–0  | Benetton Treviso | 82–73 | 77–61  | {{{8}}}     |
| Maccabi Elite          | 2–1  | PAOK             | 77–62 | 55–67  | 78–62       |
| CSKA Moscow            | 1–2  | Cibona           | 72–75 | 75–55  | 69–78       |
| Panathinaikos          | 2–1  | Budućnost        | 65–59 | 64–77  | 78–61       |
| ASVEL                  | 2–0  | Real Madrid      | 72–59 | 85–73  | {{{8}}}     |
| Efes Pilsen            | 2–0  | Alba Berlin      | 90–81 | 93–73  | {{{8}}}     |

## Cuartos de final
Los equipos mejor clasificados jugaban los partidos 2 y 3 en casa.
| Equipo 1      | Agr. | Equipo 2               | Ida   | Vuelta | 3er partido |
| ------------- | ---- | ---------------------- | ----- | ------ | ----------- |
| FC Barcelona  | 2–1  | Union Olimpija         | 70–67 | 64–71  | 71–66       |
| Maccabi Elite | 2–1  | Paf Wennington Bologna | 62–65 | 80–73  | 79–64       |
| Panathinaikos | 2–0  | Cibona                 | 73–62 | 69–63  | {{{8}}}     |
| Efes Pilsen   | 2–1  | ASVEL                  | 93–85 | 60–77  | 68–66       |

## Final Four

### Semifinales
18 de abril, PAOK Sports Arena, Thessaloniki
| Equipo 1      | Resultado | Equipo 2               |
| ------------- | --------- | ---------------------- |
| FC Barcelona  | 51–65     | Maccabi Elite Tel Aviv |
| Panathinaikos | 81–71     | Efes Pilsen            |

### Tercer y cuarto puesto
20 de abril, PAOK Sports Arena, Thessaloniki
| Equipo 1     | Resultado | Equipo 2    |
| ------------ | --------- | ----------- |
| FC Barcelona | 69–75     | Efes Pilsen |

### Final
| 20 de abril de 2000 | Panathinaikos                                                                 | 73–67                | Maccabi Elite Tel Aviv                                        | |  |
|                     | Parciales: 36-36, 37–31                                                       |                      |                                                               | |  |
|                     | Estadísticas Željko Rebrača 20 Željko Rebrača 8 Dejan Bodiroga, Oded Katash 2 | Reporte Pts Reb Asts | Estadísticas 26 Nate Huffman 10 Nate Huffman 3 Dallas Comegys | Pabellón: P.A.O.K. Sports Arena, Salónica Asistencia: 8.500 espectadores Árbitros: Romualdas Brazauskas (LIT), Iztok Rems (SLO) |  |

| Campeón de la Euroliga de la FIBA 1998–99 |
| ----------------------------------------- |
| Panathinaikos 2º título                   |

### Clasificación final
|  | Equipo        |
|  | ------------- |
|  | Panathinaikos |
|  | Maccabi Elite |
|  | Efes Pilsen   |
|  | FC Barcelona  |